# Hyaloidea
Hyaloidea (лат.) — надсемейство ракообразных из отряда бокоплавов.

## Описание
Антенна 1 равна или длиннее стебелька антенны 2; кальцеолы отсутствуют; вспомогательный жгутик у антенны 1  отсутствует. Стебельчатый членик 1 антенны 2 не увеличен и не прикреплен к боковой стороне головы (кроме Hyalellidae). Мандибулярные пальпы остаточные или отсутствуют. Максиллярные пальпы присутствуют. Тазики 1—7 хорошо развиты (кроме Eophliantidae, редуцированы). Гнатопод 1 меньше или сходен по размеру с гнатоподом 2; у самцов и самок гнатопод 1 простой, субхелатный, парахелатный или хелатный. Гнатопод 2 с половым диморфизмом. Переоподы 3—4 не железистые. Уросомиты 1—3 свободные. Стебелёк уропод 1 без базофациальной сеты. Тельсон утолщён дорсовентрально, целый или расщепленный.  Базальный эндит максиллы 2 без апикального ряда волосков.

## Классификация
Включает 10 семейств. Близко к надсемействам Caspicoloidea, Talitroidea и Kurioidea, вместе с которыми входит в состав инфраотряда Talitrida. До 2019 года семейства этой группы включались в Talitroidea.
- инфраотряд Talitrida Rafinesque, 1815
  - парвотряд Talitridira Rafinesque, 1815
    - надсемейство Hyaloidea Bulycheva, 1957[5]
      - семейство Ceinidae  J.L. Barnard, 1972
      - семейство Chiltoniidae  J.L. Barnard, 1972
      - семейство Dogielinotidae  Gurjanova, 1953
      - семейство Eophliantidae  Sheard, 1936
      - семейство Hyalellidae  Bulycheva, 1957[5]
      - семейство Hyalidae  Bulycheva, 1957[6]
      - семейство Najnidae  J.L. Barnard, 1972
      - семейство Phliantidae  Stebbing, 1899 = Phliantoidea Stebbing, 1899
      - семейство Plioplateidae  J.L. Barnard, 1978 = Pleioplateidae  Barnard, 1978
      - семейство Temnophliantidae  Griffiths, 1975  = Temnophliidae  Griffiths, 1975